# زوزانا واچکووا
زوزانا واچکووا (اسلواکی: Zuzana Vačková؛ زادهٔ ۱۲ فوریهٔ ۱۹۶۹) بازیگر اهل کشور اسلواکی است. وی از سال ۱۹۸۱ میلادی تاکنون مشغول فعالیت بوده‌است.